# Clan Inoue

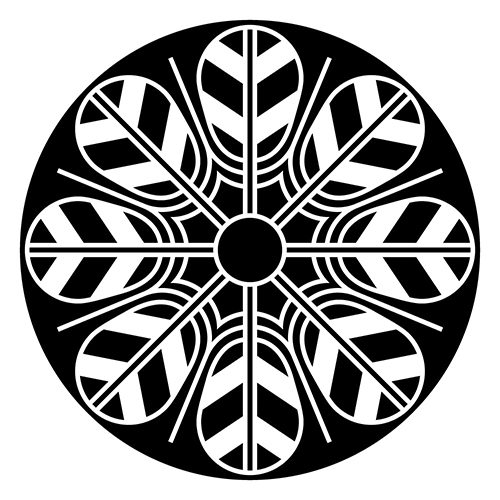
Mon de la principale lignée Inoue.

Le clan Inoue (井上氏, Inoue-shi) est un clan samouraï qui est au premier plan de la fin de l'époque de Kamakura jusqu'à la période Edo. Il est fait mention d'un surnom « Inoue » dans des documents de l'époque de Nara. Le clan Inoue, qui deviendra éminent durant la période Edo, fait remonter ses antécédents à la lignée Seiwa Genji fondée par Minamoto no Mitsunaka à la fin de l'époque de Heian. Minamoto Mitsusane, un fils de Minamoto, s'installe dans le district de Takai, province de Mino, dans un endroit appelé « Inoue ». Durant le shogunat Tokugawa, les Inoue, en tant que vassaux héréditaires du clan Tokugawa, sont classés parmi les clans fudai daimyo.  

## Branche Hamamatsu
La branche principale du clan Inoue est transférée de très nombreuses fois au cours de la période Edo. Inoue Masanari (1577-1628), le 3e fils d'Inoue Kiyohide, est fait daimyō du domaine de Yokosuka (53 000 koku) dans la province de Tōtōmi en 1623. Ses descendants résident au domaine de Kasama dans la province de Hitachi en 1645, au domaine de Gujo dans la province de Mino en 1692, au domaine de Kameyama dans la province de Tamba en 1697, au domaine de Shimodate dans la province de Hitachi en 1702, de retour au domaine de Kasama à Hitachi en 1703, puis au domaine d'Iwakidaira dans la province de Mutsu en 1747. Par la suite, ils sont transférés au domaine de Hamamatsu dans la province de Tōtōmi en 1758, au domaine de Tanakura dans la province de Mutsu en 1817, au domaine de Tatebayashi dans la province de Kōzuke en 1836, de retour à Hamamatsu en 1845 et finalement au domaine de Tsurumaki dans la province de Kazusa en 1868. Le dernier daimyō de la branche principale, Inoue Masanao (1837-1904), est fait vicomte (shishaku) dans la nouvelle structure nobiliaire kazoku de l'ère Meiji.

## Branche Shimotsuma
Une branche cadette du clan Inoue est établie en 1712 au domaine de Shimotsuma, province de Hitachi par Inoue Masanaga (1654-1721), le 3e fils de Inoue Masato, daimyō du domaine de Guyo dans la province de Mino. C'est un petit domaine 10 000 koku qui reste aux mains du clan Inoue jusqu'à la restauration de Meiji. Son dernier daimyō, Inoue Masaoto (1856-1921) est fait « vicomte » dans le nouveau système nobiliaire (kazoku) de l'ère Meiji.

## Branche Takaoka
Une branche cadette du clan Inoue est établie en 1649 au domaine de Takaoka, province de Shimosa par Inoue Masashige (1585-1661), un obligé de Tokugawa Ieyasu et 4e fils d'Inoue Kiyohide. Le domaine de Takaoka (10 000 koku) reste au clan Inoue jusqu'à la restauration Meiji. Son dernier daimyō, Inoue Masayori (1854-1904), sert dans les premières forces de police du gouvernement de Meiji puis est fait vicomte.